# دينهام هارمان
دينهام هارمان (بالإنجليزية: Denham Harman)‏ هو كيميائي وأستاذ جامعي وطبيب وأحيائي أمريكي، ولد في 14 فبراير 1916 في سان فرانسيسكو في الولايات المتحدة، وتوفي في 25 نوفمبر 2014 في أوماها في الولايات المتحدة.

## وصلات خارجية
- دينهام هارمان على موقع الموسوعة البريطانية (الإنجليزية)